# Robert Gould (Szenenbildner)
Robert Gould ist ein Szenenbildner.

## Leben
Gould begann seine Karriere 1973 beim Fernsehen, wo er unter anderem an der US-amerikanischen Fernsehserie Petrocelli arbeitete. Zu seinen ersten Spielfilmen zählte der Independent-Film Mister Universum, eines der Frühwerke von Arnold Schwarzenegger. Mit Brian De Palmas Stephen-King-Verfilmung Carrie – Des Satans jüngste Tochter arbeitete er 1976 erstmals an einer großen Hollywoodproduktion. Dieser folgten zahlreiche weitere, wie Walter Hills Die letzten Amerikaner und Wenn der Postmann zweimal klingelt. In den 1980er Jahren arbeitete er an einigen erfolgreichen Actionfilmen, unter anderem mit Arnold Schwarzenegger und Sylvester Stallone.
Für Peter Weirs Master & Commander – Bis ans Ende der Welt war er zusammen mit William Sandell 2004 erstmals für den Oscar in der Kategorie Bestes Szenenbild nominiert. Eine zweite Nominierung erfolgte 2012, zusammen mit Laurence Bennett für The Artist.

## Filmografie (Auswahl)
- 1976: Mr. Universum (Stay Hungry)
- 1976: Carrie – Des Satans jüngste Tochter (Carrie)
- 1977: Die Katze kennt den Mörder (The Late Show)
- 1978: In der Glut des Südens (Days of Heaven)
- 1980: Melvin und Howard (Melvin and Howard)
- 1981: Die letzten Amerikaner (Southern Comfort)
- 1981: Wenn der Postmann zweimal klingelt (The Postman Always Rings Twice)
- 1982: Die unglaubliche Reise in einem verrückten Raumschiff (Airplane II: The Sequel)
- 1985: Phantom-Kommando (Commando)
- 1985: St. Elmo’s Fire – Die Leidenschaft brennt tief (St. Elmo’s Fire)
- 1986: Die City-Cobra (Cobra)
- 1987: RoboCop
- 1989: Leviathan
- 1990: Stirb langsam 2 (Die Hard 2: Die Harder)
- 1990: Die totale Erinnerung – Total Recall (Total Recall)
- 1993: Demolition Man
- 1997: Starship Troopers
- 2000: U-571
- 2001: Dr. Dolittle 2
- 2003: Master & Commander – Bis ans Ende der Welt (Master and Commander: The Far Side of the World)
- 2004: Soul Plane
- 2004: Final Call – Wenn er auflegt, muss sie sterben (Cellular)
- 2005: Volltreffer – Ein Supercoach greift durch (Rebound)
- 2005: Sky High – Diese Highschool hebt ab! (Sky High)
- 2006: Poseidon
- 2007: Next
- 2007: Stirb langsam 4.0 (Live Free or Die Hard)
- 2009: Das Hundehotel (Hotel for Dogs)
- 2009: Illuminati
- 2010: The Expendables
- 2011: The Artist
- 2012: Hitchcock
- 2013: The Call – Leg nicht auf! (The Call)
- 2014: Flug 7500 (7500)
- 2017: Unforgettable – Tödliche Liebe (Unforgettable)
- 2018: Charlie Says

## Auszeichnungen (Auswahl)
- 2004: Oscar-Nominierung in der Kategorie Bestes Szenenbild für Master and Commander: The Far Side of the World
- 2012: Oscar-Nominierung in der Kategorie Bestes Szenenbild für The Artist
- 2012: BAFTA-Film-Award-Nominierung in der Kategorie Bestes Szenenbild für The Artist